# Stretava
Stretava est un village de Slovaquie situé dans la région de Košice.

## Histoire
Première mention écrite du village en 1266.

## Démographie

### Évolution de la population
| Année:               | 1994. | 2004.    | 2014.   | 2024.   |
| -------------------- | ----- | -------- | ------- | ------- |
| Nombre de personnes: | 533   | 634      | 671     | 679     |
| Différence:          |       | +18,94 % | +5,83 % | +1,19 % |

| Année:               | 2023. | 2024.   |
| -------------------- | ----- | ------- |
| Nombre de personnes: | 681   | 679     |
| Différence:          |       | -0,29 % |

## Politique
| Nom         | Parti politique | Date de l'élection | Fin du mandat |
| ----------- | --------------- | ------------------ | ------------- |
| Marek Keher | SMER            | 02.12.2006         | Déc. 2010     |